# Frank Roger
Frank Roger Florimond De Cuyper (Gent, 30 maart 1957), beter bekend onder het pseudoniem Frank Roger, is een Vlaams schrijver van korte verhalen. Zijn werk wordt beschreven als een mengeling van fantastische literatuur, satire, surrealisme, sciencefiction, zwarte humor en ook magisch realisme. Naast het schrijven maakt hij ook collages en grafische kunst van surrealistische en satirische karakter.

## Levensloop
Roger is zoon van kunstschilder Roger De Cuyper (1921–2008); en daarmee kleinzoon van Florimond Ceunis, broer van Gerard Ceunis (1885–1964), die ook kunstschilder was.
Sinds zijn geboorte woont Roger in Gent. Hij ging er naar de stedelijke Lagere School en daarna naar het Koninklijk Atheneum Voskenslaan. Na zijn middelbare school deed Roger een studie germanistiek aan de Rijksuniversiteit van Gent, welke hij in 1981 afrondde met een scriptie over de dystopische aspecten in de werelden van Philip K. Dick.

### Verhalen
In zijn tienerjaren richtte hij zich reeds op het sciencefiction-genre en in 1975 publiceerde hij zijn eerste verhaal in het Vlaamse SF-Magazine. Dit werd gevolgd door verhalen in diverse Vlaamse en Nederlandse tijdschriften en bloemlezingen. Twee van die bladen, SF-Magazine en De Tijdlijn, wijdden een nummer grotendeels aan hem. Enkele van zijn jeugdverhalen verschenen in Vlaamse Filmpjes.
In de jaren 1980 begon hij ook in het Engels te publiceren. Sommige van zijn verhalen vertaalde hij in het Frans. Vanaf 2000 begonnen ook verhalenbundels van zijn hand te verschijnen. Zijn werk verscheen in steeds meer talen: anno 2018 staan op Rogers naam meer dan duizend publicaties in ruim veertig talen.

### Collages en grafiek

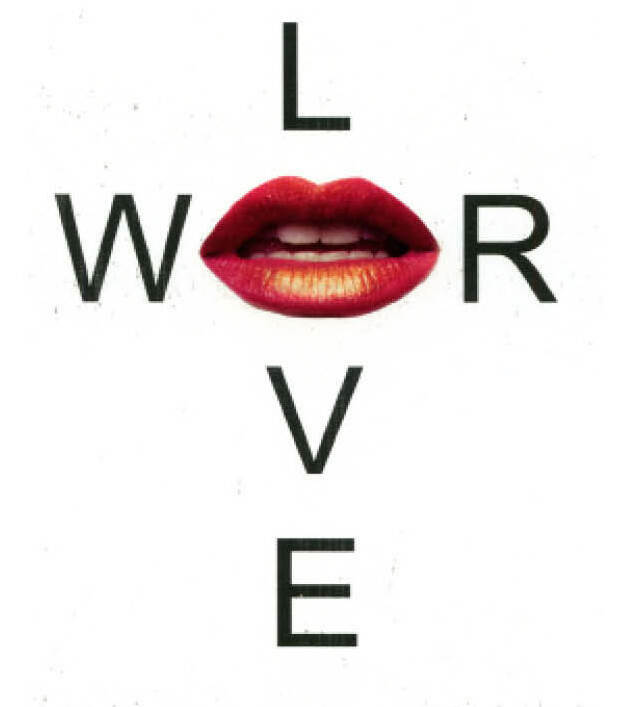
Kies en kus, in Weirdo's

Rogers collages en grafisch werk verschenen in enkele publicaties van Het Zinkend Schip, in verschillende tijdschriften en anthologieën en in de bundels Geknipt en geplakt, Collagissimo en Graforismen. Enkele collages zijn tentoongesteld in Oostende (Schaperye, 2009-2010); en in het kader van enkele tentoonstellingen in de Seed Factory in Brussel (Typo (2013), That’s all Folks, (2014), Fortuna (2014), Pen Is Art (2015), Breaking News (2016), Boobs Art (2017) en Foot (2018)). Voorts zijn zijn werken in de periode van 2017 tot 2020 op diverse locaties tentoongesteld in de reizende tentoonstelling Antwerpse Handjes.

## Oeuvre

### Verhalen
- The Burning Woman, and how her fire was rekindled time and again, ingeleid door Frank Roger en Peter Motte (De Tijdlijn, 2000) Een verzameling Nederlandse, Engelse, Franse en Duitse versies van "De brandende vrouw" door Frank Roger
- De zeven smaken van de vooruitgang (Het Zinkend Schip, 2005)
- De trein naar nergens en andere verhalen (Free Musketeers, 2005)
- Omegalfa (Mouladurioù Hor Yezh, 2005) verhalen in Bretoense vertaling
- Bonobo sapiens (Fantastische Vertellingen, 2007)
- Allein gegen das Universum (Solar-X/Projekte Verlag, 2007) Verhalen in Duitse vertaling
- Graal RIP (Editions d’Euryale, 2009) verhalen in Franse vertaling
- The Burning Woman and other stories. (Evertype, ISBN 978-1-904808-91-6, 2012) Engelstalige verhalen
- Santiago! Santiago! (Fantastische Vertellingen, 2017) novelle
- Spoorloos en andere verhalen (Scriptomanen, 2020)
- De trein naar nergens en andere verhalen (Edge Zero, 2024) heruitgave
- Hels paradijs (Poespa Producties, 2024)

### Collages en grafiek

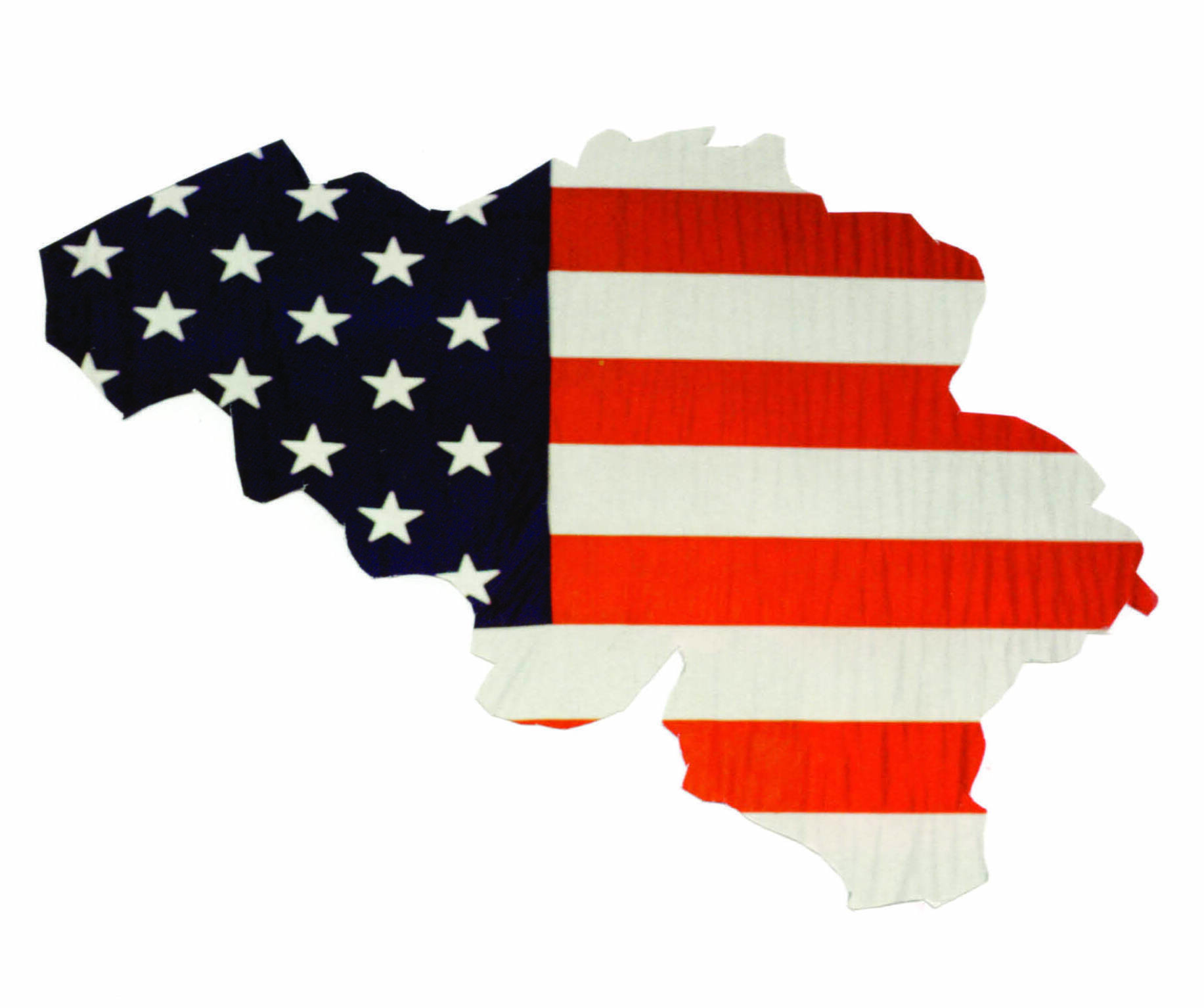
De verovering van Amerika in Geknipt en geplakt

- Geknipt en geplakt. Reisimressies uit Collagistan, De Lege Zandloper (2009), collages
- Collagissimo, Carpe Noctem (2012), collages
- Graforismen, Stichting Fantastische Vertellingen (2015), collages en grafisch werk

## Erkenningen
- 1995: eregast op science fiction-conventie LausitzCon 3, Hoyerswerda, Duitsland.[10]
- 2004: eregast op science fiction-conventie Distichon/Beneluxcon 26, Blankenberge, België.[10]
- 2014: eregast op de Third International Conference on World Science Fiction, in Kochi, Kerala, India.
- 2014: Bemoste Beeld-prijs voor zijn oeuvre en zijn bijdragen aan de fantastische genres, uitgegeven ter gelegenheid van een boekvoorstelling in Amsterdam.[11]
- 2016: eregast op Luxcon, Tétange, Groothertogdom Luxemburg
- 2019: gast op het Fifth China Chengdu International SF Conference, Chengdu, Sichuan, China.
- 2022: eregast op sf-conventie Fantasticon III, Nieuw Vennep, Nederland[12]
- 2023: eregast op sf-conventie Fantasticon IV, Nieuw Vennep, Nederland
- 2024: eregast op sf-conventie Fantasticon V, Nieuw Vennep, Nederland